# Dev
Pogostost priimka Dev je bila po podatkih Statističnega urada Republike Slovenije na dan 1. januarja 2010 manjša kot 5 oseb. 

## Znani nosilci priimka
- Aleksander (Saša) Dev (1903—1967), arhitekt v Mariboru
- Edvard Dev (1834–1917), sodnik, deželni politik (poslanec)
- Feliks Anton Dev (1732—1786), pesnik in skladatelj
- Franc Ksaver Dev (1834—1872), orglarski mojster
- Mira Costaperaria - Dev (1882—1934), koncertna pevka, sopranistka
- Oskar Dev (1868—1932), sodnik, glasbenik, skladatelj, zborovodja